# Kai Marchal
Kai Marchal (* 1974 in Wilhelmshaven) ist ein deutscher Philosoph und Sinologe. Er veröffentlichte zahlreiche wissenschaftliche und literarische Texte. Einem größeren Publikum wurde er mit seinem Buch Tritt durch die Wand und werde, der Du (nicht) bist bekannt, in dem er seine langjährige Leidenschaft für den chinesischen Denker Wang Bi (226–249) nachzeichnet und zugleich die geopolitischen Umbrüche der Gegenwart im Spiegel seines eigenen Werdeganges überdenkt.

## Leben
Kai Marchal studierte Sinologie (klassisch, modern) und Philosophie an den Universitäten Heidelberg, Paris und Peking. Im Jahr 2006 promovierte er in München bei Hans van Ess über ein Thema der chinesischen Geistesgeschichte. Ab dem Jahr 2004 war er an verschiedenen Universitäten in Taiwan tätig. Er hatte darüber hinaus mehrere Gastdozenturen inne (z. B. an der FU Berlin und der Fudan-Universität in Shanghai) und war wiederholt für längere Forschungsaufenthalte an der ETH Zürich. Heute lehrt er an der Chengchi-Nationaluniversität in Taipeh.
Zu Marchals Forschungsgebieten gehören die chinesische Geistesgeschichte, Ethik (z. B. Iris Murdoch) und politische Theorie. Seine Forschung ist in Fachzeitschriften wie Deutsche Zeitschrift für Philosophie, Allgemeine Zeitschrift für Philosophie, Archives de Philosophie, Asiatische Studien oder auch Philosophy East & West erschienen.
Er arbeitet außerdem bei dem interaktiven Web-Projekt METIS des Philosophen Michael Hampe mit, in dem es um die Bedeutung der unterschiedlichen Weisheitstraditionen für die Weltgesellschaft geht.
In der deutschen Tagespresse hat Marchal vor Naivität im Umgang mit China gewarnt und auf ähnliche Entwicklungen in der DDR (in den 1980ern) und im heutigen China hingewiesen.

## Wissenschaftliche Texte (Auswahl)
- Im Spiegel der All-Einheit. Selbst- und Weltbezug im chinesischen Mittelalter, Vittorio Klostermann, Frankfurt, 2024, ISBN 978-3465046417.
- (Herausgeber mit Ellie Wang) David B. Wong: Metaphor and Analogy in Early Chinese Thought: Governance within the Person, State, and Society, Oxford University Press, Oxford (unter Vertrag).
- (Herausgeber) Tu Weiming: Menschsein lernen. Matthes & Seitz, Berlin, August 2023, ISBN 978-3-7518-0543-8.
- Zusammen mit Ondřej Beran: Iris Murdoch between Buddhism and Christianity: Moral Change, Conceptual Loss/Recovery, Unselfing, In: International Journal of Philosophy and Theology (Oktober 2022), S. 1–20.
- Ganzheit, Subjektivität, Praktiken: Iris Murdoch zwischen Wittgenstein und Platon, In: Platonismus. Beiträge der Österreichischen Ludwig Wittgenstein Gesellschaft, Band XXVIII, Österreichische Ludwig Wittgenstein Gesellschaft, 2022, S. 117–119.
- (Herausgeber mit Carl K.Y. Shaw) Re-Orienting the Political. The Reception of Leo Strauss and Carl Schmitt in the Chinese-speaking World, Lexington, Lanham, 2017, ISBN 1-4985-3626-3.
- Die Aufhebung des Politischen – Lü Zuqian und der Aufstieg des Neukonfuzianismus. Harrassowitz Verlag, Wiesbaden, 2011, ISBN 3-447-06480-3.

## Literarische Texte
Marchal veröffentlichte im Jahr 2005 in chinesischer Sprache unter dem Pseudonym Mo Hsia-k’ai eine literarische Essaysammlung (Wo de yiguo linghun zhinan 我的異國靈魂指南), die in der taiwanischen Presse sehr positiv besprochen wurde.
2019 folgte der literarisch-philosophische Langessay Tritt durch die Wand und werde, der Du (nicht) bist, der zugleich den Versuch einer Autobiographie darstellt. Der Literaturkritiker Ijoma Mangold empfahl das Buch als Reiselektüre für den Sommer 2019 und schrieb in der ZEIT: „In seinen besten Momenten erinnert das Buch an Emmanuel Carrères Das Reich Gottes, das ebenfalls eine fruchtbare Doppelhelix aus Religionsgeschichte und persönlichen Glaubenszweifeln ist.“ Mark Siemons lobte das Buch in der Frankfurter Allgemeinen Sonntagszeitung: „Wang Bis Gedanken macht [Marchal] zum Fluchtpunkt eines Memoirs, das auf höchst unsystematische und unterhaltsame Weise um die Frage kreist, wie es einen jungen Deutschen, der an sich und der 'ironischen Coolness' seiner bundesrepublikanischen Umgebung leidet, zum alten China verschlägt und nach Zwischenstationen in Heidelberg, Paris und Osaka nach Taiwan.“ Marko Martin ist zwar angetan von der Grundidee des Essays („Nicht intellektuelle Übergriffigkeit, sondern Annäherung als Stil- und Erkenntnisprinzip“), wendet aber ein, dass der Autor einen wichtigen Umstand nicht angemessen reflektiert habe: „Auch 'chinesisches Denken' ist von Rahmenbedingungen abhängig und wird demzufolge in der diktatorischen Volksrepublik kollektivistisch buchstabiert, während es im winzigen Taiwan einen überproportional weiten Reflexionsraum haben kann.“ Auch in Radio und Fernsehen wurde Marchals Buch vielfach besprochen.
Marchal hat in zahlreichen deutschen Literaturzeitschriften (z. B. lauter niemand, Torso und Kursbuch) Essays und Kurzgeschichten veröffentlicht. Sein Roman Der Romantiker des Nichts stand auf der Auswahlliste des Sir-Walter-Scott-Preis für den besten historischen Roman des Jahres 2008. Marchal schreibt auch für ZEIT Online und MERKUR. Deutsche Zeitschrift für europäisches Denken.